# Campionato Tocantinense 2024
Il Campionato Tocantinense 2024 è stata la 32ª edizione della massima serie del campionato tocantinense. La stagione è iniziata il 27 gennaio 2024 e si è conclusa il 6 aprile successivo.

## Stagione

### Novità
Al termine della stagione 2023, sono retrocesse in Segunda Divisão Interporto e Palmas. Dalla Segunda Divisão sono salite Batalhão e Araguaína

### Formato
Le otto squadre si affrontano dapprima in una prima fase a gironi, composta da un unico girone da otto squadre. Le prime quattro classificate di tale girone, accederanno alla seconda fase che decreterà la vincitrice del campionato. Le ultime due classificate, retrocedono in Segunda Divisão.
La formazione vincitrice, potrà partecipare alla Série D 2025, alla Coppa del Brasile 2025 e alla Copa Verde 2025; la formazione vice-campione solo alla Série D.

## Risultati

### Prima fase
|  | Pos. | Squadra               | Pt | G | V | N | P | GF | GS | DR  |
|  | ---- | --------------------- | -- | - | - | - | - | -- | -- | --- |
|  | 1.   | União Araguainense    | 19 | 7 | 6 | 1 | 0 | 10 | 1  | +9  |
|  | 2.   | Tocantinópolis        | 14 | 7 | 4 | 2 | 1 | 8  | 3  | +5  |
|  | 3.   | Capital-TO            | 13 | 7 | 4 | 1 | 2 | 10 | 6  | +4  |
|  | 4.   | Araguaína             | 13 | 7 | 4 | 1 | 2 | 9  | 5  | +4  |
|  | 5.   | Gurupi                | 9  | 7 | 2 | 3 | 2 | 6  | 6  | 0   |
|  | 6.   | Tocantins de Miracema | 7  | 7 | 2 | 1 | 4 | 6  | 13 | -7  |
|  | 7.   | Bela Vista            | 4  | 7 | 1 | 1 | 5 | 7  | 11 | -4  |
|  | 8.   | Batalhão              | 0  | 7 | 0 | 0 | 7 | 5  | 16 | -11 |

Legenda:
      Ammessa alla seconda fase.
      Retrocesse in Segunda Divisão 2024
Note:
Tre punti a vittoria, uno a pareggio, zero a sconfitta.

### Seconda fase
|  | Semifinali | Semifinali               | Semifinali | Semifinali | Semifinali |  |  | Finale | Finale             | Finale | Finale | Finale |  |
|  |            |                          |            |            |            |  |  |        |                    |        |        |        |  |
|  | 3          | Capital-TO               | 2          | 0          | 2          |  |  |        |                    |        |        |        |  |
|  | 2          | Tocantinópolis           | 3          | 1          | 4          |  |  | 2      | Tocantinópolis     | 1      | 1      | 2      |  |
|  | 4          | Araguaína                | 1          | 1          | 2 (4)      |  |  | 1      | União Araguainense | 2      | 2      | 4      |  |
|  | 1          | União Araguainense (dtr) | 1          | 1          | 2 (5)      |  |  |        |                    |        |        |        |  |

## Classifica finale
|  | Pos. | Squadra               | Pt | G  | V | N | P | GF | GS | DR  |
|  | ---- | --------------------- | -- | -- | - | - | - | -- | -- | --- |
|  | 1.   | União Araguainense    | 27 | 11 | 8 | 3 | 0 | 16 | 5  | +11 |
|  | 2.   | Tocantinópolis        | 21 | 11 | 6 | 2 | 3 | 14 | 9  | +5  |
|  | 3.   | Araguaína             | 15 | 9  | 4 | 3 | 2 | 11 | 7  | +4  |
|  | 4.   | Capital-TO            | 13 | 9  | 4 | 1 | 4 | 12 | 10 | +3  |
|  | 5.   | Gurupi                | 9  | 7  | 2 | 3 | 2 | 6  | 6  | 0   |
|  | 6.   | Tocantins de Miracema | 7  | 7  | 2 | 1 | 4 | 6  | 13 | -7  |
|  | 7.   | Bela Vista            | 4  | 7  | 1 | 1 | 5 | 7  | 11 | -4  |
|  | 8.   | Batalhão              | 0  | 7  | 0 | 0 | 7 | 5  | 16 | -11 |

Legenda:

      Vincitore del Campionato Tocantinense 2025 e qualificato per la Coppa del Brasile 2025, il Campeonato Brasileiro Série D 2025 e la Copa Verde 2025.
      Qualificato per la Coppa del Brasile 2025, il Campeonato Brasileiro Série D 2025 e la Copa Verde 2025.
      Retrocesse in Segunda Divisão 2024